# ザ・ボールド・アンド・ザ・ビューティフル
ザ・ボールド・アンド・ザ・ビューティフル（The Bold and the Beautiful、略称B&B）はCBSで1987年3月23日に初回放送、および世界110カ国で放送されている昼ドラ。同番組はヤング・アンド・ザ・レストレスの姉妹的な番組で、ヒスパニック系向けに副音声をスペイン語で放送されるため、昼ドラで唯一の音声多重放送。また30分番組でもある。制作はベル-フィリップ・テレビジョン。ロサンゼルスのCBSテレビジョンシティで収録されている。

## 受賞歴
- デイタイム・エミー賞
  - ドラマシリーズ作品賞：2009、2010、2011